# Wahlenbergia masafuerae
Wahlenbergia masafuerae là loài thực vật có hoa trong họ Hoa chuông. Loài này được (Phil.) Skottsb. miêu tả khoa học đầu tiên năm 1914.